# Longitarsus muchei
Longitarsus muchei es una especie de insecto coleóptero de la familia Chrysomelidae. Fue descrita científicamente en 1984 por Mohr.